# مانوئل دیاز (شمشیرباز)
مانوئل دیاز (اسپانیایی: Manuel Díaz‎; ۸ آوریل ۱۸۷۴ – ۲۰ فوریهٔ ۱۹۲۹) شمشیرباز اهل کوبا بود.
از افتخارات وی میتوان به کسب دو مدال طلا در بازی‌های المپیک تابستانی ۱۹۰۴ اشاره کرد.